# Список игр о Бэтмене
Список видеоигр о Бэтмене охватывает компьютерные, мобильные и консольные системы с 1980-х годов, где Бэтмен из DC Comics играет какую-либо роль. 

## Игры, где Бэтмен - главный герой
| Игра                                               | Дата выхода | Платформа                                                                                        | Примечания |
| -------------------------------------------------- | ----------- | ------------------------------------------------------------------------------------------------ | --- |
| Batman                                             | 1986        | Amstrad CPC, Amstrad PCW, MSX, Sinclair ZX Spectrum                                              | - Изометрическая приключенческая игра, разработанная Джоном Ритманом с графикой Берни Драммонда и выпущенная манчестерской компанией Ocean Software. - Игра получила 93% от Crash и 5/5 от Sinclair, а также получила награды от Your Sinclair и ZX Computing. - Ритман и Драммонд продолжили создавать Head Over Heels, используя модифицированную версию игрового движка Batman, позволив в игре появиться двум игровым персонажам. |
| Batman: The Caped Crusader                         | 1988        | Amiga, Amstrad CPC, Apple II, Commodore 64, MS-DOS, ZX Spectrum                                  | - Следующая игра о Бэтмене от Ocean Software была передана на аутсорсинг разработчику Special FX и напоминала появление Бэтмена в комиксах - панели комиксов отображаются на экране, и в них происходит игра. |
| Batman                                             | 1989        | Amiga, Amstrad CPC, Atari ST, Commodore 64, GX4000, MS-DOS, MSX, ZX Spectrum                     | - Также известная как Batman: The Movie, игра основана на фильме 1989 года о Бэтмене. Игра была закодирована и выпущена компанией Ocean Software. - Ocean теперь были известны тем, что выпускали широкий спектр игр, лицензированных для фильмов, которые в основном состояли из серии подигр. Когда игры о Бэтмене были выпущены в 1989 году, этот стиль был относительно новым, и игра была хорошо принята игровой прессой. - 16-разрядные версии аналогичны 8-разрядным версиям, но дополнительная память, мощность процессора и графические возможности были использованы на втором и четвертом уровнях, создавая полный 3D-эффект вместо подигр с боковой прокруткой, присутствующих в 8-разрядных версиях. Batman стал игрой в комплекте с Amiga. - Игра заняла первое место в чарте продаж Spectrum за февраль 1990 года. - Игра получила награду журнала Crash в номинации "Игра года 1989". |
| Batman                                             | 1989        | NES                                                                                              | Вдохновлен фильмом о Бэтмене 1989 года. |
| Batman                                             | 1990        | Gameboy                                                                                          | Вдохновлен фильмом о Бэтмене 1989 года. |
| Batman                                             | 1990        | Sega Genesis                                                                                     | Вдохновлен фильмом о Бэтмене 1989 года. |
| Batman                                             | 1990        | TurboGrafx-16                                                                                    | Игровой процесс игры похож на Pac-Man, поскольку игра имеет ввиду сверху и включает в себя перемещение Бэтмена по лабиринтам, чтобы собрать достаточно предметов для перехода на следующий уровень. |
| Batman                                             | 1990        | Аркадные автоматы                                                                                | Atari выпустили аркадную игру, основанную на фильме 1989 года о Бэтмене. Это скролл-файтинг с вождением и полетами. |
| Batman: Return of the Joker                        | 1991        | NES, Sega Genesis, Gameboy                                                                       | - Игра Sunsoft, платформер-стрелялка, со специализированными боями и боссами в конце каждого уровня. - Игровой процесс сильно вдохновлен играми Mega Man и Contra. - Версия Game Boy представляет собой традиционный платформер с боковой прокруткой, с элементами управления, аналогичными предыдущим играм для NES/Game Boy. - Версия Genesis известна как Batman: Revenge of the Joker. - Была предложена версия игры для Super NES, но в конечном итоге она была отменена. Бета-версию можно найти в Интернете. |
| Batman Returns                                     | 1992        | Game Gear, Genesis, MS-DOS, NES, Atari Lynx, Super NES, Master System, Sega CD, Amiga            | - Эта игра, основанная на фильме, были созданы несколькими разработчиками и различаются как по качеству, так и по жанру. Всего существует восемь различных версий игры. - Версия Game Gear и Master System имеет высокий уровень сложности. - Версия Atari Lynx, которая также была дополнением к системе Lynx II, была разработана корпорацией Atari. Игровой процесс состоит из боя с боковой прокруткой. Игра отличается высоким уровнем сложности, и у Бэтмена есть одна жизнь, чтобы завершить игру. |
| Batman: The Animated Series                        | 1993        | Gameboy                                                                                          | - Разработан компанией Konami по мотивам одноименного мультсериала. В игре есть пять уровней платформы с боковой прокруткой, в которых Бэтмен должен побеждать врагов и противостоять суперзлодеям. - Робин - играбельный персонаж на двух уровнях вместо Бэтмена. В игре участвует только один игрок. |
| The Adventures of Batman & Robin                   | 1994        | Sega CD, Genesis, Sega Game Gear, Super NES                                                      | Эта игра основаны на мультсериале про бэтмена. Konami разработала и опубликовала версию Super NES, в то время как Sega занималась производством своих собственных систем. |
| Batman Forever                                     | 1995        | Super NES, Game Boy, Genesis, Game Gear, Windows                                                 | Игра основана на движке Mortal Kombat для консольной версии. Таким образом, персонажи (Бэтмен или Робин) двигаются, как в файтинге. Кроме того, у обоих есть запас предметов, которые помогут им в выполнении различных задач. |
| The Adventures of Batman and Robin Cartoon Maker   | 1995        | Windows                                                                                          | Мультяшная игра с режиссурой эпизодов, выпущенная Knowledge Adventure и Instinct Corporation по мотивам мультсериала "Приключения Бэтмена и Робина". |
| The Adventures of Batman and Robin Activity Center | 1996        | Windows                                                                                          | Творческая игра, выпущенная компанией Gryphon Software Corp. по мотивам мультсериала "Приключения Бэтмена и Робина". |
| Batman Forever: The Arcade Game                    | 1996        | Аркадные автоматы, Sega Saturn, Windows, PlayStation                                             | Acclaim Entertainment выпустили beat 'em up игру. Игрок управляет либо Бэтменом, либо Робином и должен провести их через различные уровни, которые взяты из фильма 1995 года "Бэтмен навсегда". |
| Batman & Robin                                     | 1998        | PlayStation, game.com                                                                            | созданная по мотивам одноименного фильма 1997 года. |
| Batman Beyond: Return of the Joker                 | 2000        | Nintendo 64, PlayStation, Game Boy Color                                                         | Известен в Европе как "Batman of the Future: Return of the Joker". |
| Batman: Chaos in Gotham                            | 2001        | Game Boy Color                                                                                   | Разработана Ubisoft и основана на мультсериале Новые приключения Бэтмена. |
| Batman: Gotham City Racer                          | 2001        | PlayStation                                                                                      | Гоночная игра, основанная на мультсериале "Приключения Бэтмена", разработанная Ubisoft. |
| Batman: Vengeance                                  | 2001        | PlayStation 2, Game Boy Advance, GameCube, Xbox, Windows.                                        | Платформенная игра с элементами шутера от третьего лица, также основанная на мультсериале "Новые приключения Бэтмена. |
| Batman: Dark Tomorrow                              | 2003        | GameCube, Xbox                                                                                   | Сюжет игры был написан в соавторстве Скоттом Питерсоном из DC Comics и Кэндзи Тэрадой, автором Final Fantasy. |
| Batman: Justice Unbalanced                         | 2003        | macOS, Windows                                                                                   | Обучающая игра, изданная компанией Learning Company, направлена на обучение детей 7-10 лет. Сюжет касается злодеев Двуликого и Пингвина, которые объединили усилия, чтобы украсть декоративные яйца. |
| Batman: Toxic Chill                                | 2003        | macOS, Windows                                                                                   | Обучающая игра, выпущенная компанией Learning Company и предназначенная для детей 7-10 лет. Сюжет касается злодеев мистера Фриза и Загадочника, которые выпустили на Готэм-Сити химические отходы и ледяную метель. |
| Batman: Rise of Sin Tzu                            | 2003        | Xbox, PlayStation 2, Game Boy Advance, GameCube                                                  | Представляет нового персонажа вселенной Бэтмена Син-Цзы, созданного художником Джимом Ли. |
| The Batman                                         | 2004        | Handheld TV game                                                                                 | Разработан HotGen и издан Jakks Pacific. |
| Batman Begins                                      | 2005        | Game Boy Advance, GameCube, PlayStation 2, Xbox                                                  | Игра по мотивам фильма, разработанная Eurocom и изданного EA Games и Warner Bros. |
| Lego Batman: The Videogame                         | 2008        | Windows, Nintendo DS, PlayStation 2, PlayStation 3, PlayStation Portable, Wii, Xbox 360          | Разработанная Traveller's Tales, игра основана на фигурке лего Бэтмена, в которой представлены различные персонажи из франшизы. Озвучивал Бэтмена Стив Блум. |
| Batman: Arkham Asylum                              | 2009        | PlayStation 3, Xbox 360, Windows, macOS                                                          | Разработан Rocksteady Studios и издан Eidos. Кевин Конрой, Марк Хэмилл и Арлин Соркин из мультсериала "Бэтмен" повторяют свои роли Бэтмена, Джокера и Харли Квинн. |
| Batman: The Brave and the Bold – The Videogame     | 2010        | Wii, Nintendo DS                                                                                 | Видеоигра была разработана компанией WayForward Technologies и издана Warner Bros. |
| Batman: Arkham City                                | 2011        | PlayStation 3, Xbox 360, Windows, Wii U, macOS                                                   | Марк Хэмилл ранее заявлял, что это будет последний раз, когда он озвучит Джокера. Но с выходом Batman: Arkham Knight в 2015 году он вернулся к роли. |
| Lego Batman 2: DC Super Heroes                     | 2012        | Windows, Nintendo DS, Nintendo 3DS, PlayStation 3, PlayStation Vita, Wii, Xbox 360,Wii U         | Бэтмена озвучивает Трой Бейкер, который позже озвучит Джокера в Batman: Arkham Origins и Супермена в Infinite Crisis. |
| Batman: Arkham Origins                             | 2013        | Windows, PlayStation 3, Wii U, Xbox 360                                                          | Является приквелом к Batman: Arkham Asylum и Batman: Arkham City. |
| Batman: Arkham Origins Blackgate                   | 2013        | Nintendo 3DS, PlayStation Vita, Windows, PlayStation 3, Wii U, Xbox 360                          | Является продолжением Batman: Arkham Origins спустя три месяца после концовки оригинальной игры. |
| Batman                                             | 2013        | Аркадные автоматы                                                                                | Гоночная игра с открытым миром с участием десяти различных бэтмобилей. |
| Lego Batman 3: Beyond Gotham                       | 2014        | Windows, Nintendo 3DS, PlayStation 3, PlayStation 4, PlayStation Vita, Wii U, Xbox 360, Xbox One | Продолжение Lego Batman 2: DC Super Heroes. |
| Batman: Arkham Knight                              | 2015        | Windows, PlayStation 4, Xbox One                                                                 | Это первая игра о Бэтмене, получившая "18+" от рейтингового агентства Entertainment Software. |
| Batman: The Telltale Series                        | 2016        | Windows, PlayStation 3, PlayStation 4, Xbox 360, Xbox One, Nintendo Switch                       | Игра из пяти отдельных эпизодов завязанных на повествовании. |
| Batman: Arkham VR                                  | 2016        | HTC Vive, Oculus Rift, PlayStation VR                                                            | Видеоигра для виртуальной реальности из серии Batman: Arkham. |
| Batman: Return to Arkham                           | 2016        | PlayStation 4, Xbox One                                                                          | Коллекция переизданий Batman: Arkham Asylum и Batman: Arkham City. |
| Batman: The Enemy Within                           | 2017        | Windows, macOS, PlayStation 4, Xbox One, Nintendo Switch                                         | Продолжение "Batman: The Telltale Series". |

## Игры, где Бэтмен - второстепенный персонаж
| Игра                                          | Дата выхода | Платформа | Примечания |
| --------------------------------------------- | ----------- | --- | --- |
| The Revenge of Shinobi                        | 1989        | Sega Genesis                                                                                                 | Появление Бэтмена в качестве босса. |
| Justice League Task Force                     | 1995        | Genesis, Super NES                                                                                           | Игра в жанре файтинг, разработанная Sunsoft и изданная Acclaim Entertainment. |
| Justice League: Injustice for All             | 2002        | Game Boy Advance                                                                                             | Игра в жанре платформер, Бэтмен появляется в качестве одного из 7 игровых персонажей |
| Justice League: Chronicles                    | 2003        | Game Boy Advance                                                                                             | Бэтмен появляется на втором этапе игры. |
| Justice League Heroes                         | 2006        | Nintendo DS, PlayStation 2, PlayStation Portable, Xbox                                                       | Бэтмен является одним из изначально доступных игровых персонажей. |
| Justice League Heroes: The Flash              | 2006        | Game Boy Advance                                                                                             | Бэтмен является не игровым персонажем |
| Mortal Kombat vs. DC Universe                 | 2008        | PlayStation 3, Xbox 360                                                                                      | Одним из бруталити Бэтмена в игре является то, что темный рыцарь бросает в противника Бэтаранг, который начинает издавать звуковые крики, привлекая рой летучих мышей, которые начинают противодействовать противнику, заставляя их падать и пытаться отбиться от них. |
| DC Universe Online                            | 2011        | PlayStation 3, Windows, PlayStation 4, Xbox One                                                              | MMORPG, основанная на вымышленной вселенной DC Comics. |
| Gotham City Impostors                         | 2012        | Xbox 360, Windows, PlayStation 3                                                                             | Многопользовательская игра, действие которой разворачивается в Готэм-Сити. |
| Injustice: Gods Among Us                      | 2013        | Xbox 360, PlayStation 3, Wii U, Windows, PlayStation 4, PlayStation Vita                                     | Файтинг от создателей Mortal Kombat vs. DC Universe с участием Бэтмена, Найтвинга, Бэтгерл, Женщины-кошки, Бэйна, Харли Квинн и Джокера в качестве игровых персонажей, Бэтмен является главным героем в сюжетной линии игры.                                           |
| Scribblenauts Unmasked: A DC Comics Adventure | 2013        | Wii U, Nintendo 3DS, Windows                                                                                 | Бэтмен один из 2000 игровых персонажей |
| Young Justice: Legacy                         | 2013        | Windows, Nintendo 3DS, PlayStation 3, Xbox 360                                                               | Видеоигра, основанная на мультсериале Young Justice. |
| The Lego Movie Videogame                      | 2014        | Windows, Nintendo 3DS, PlayStation 3, PlayStation 4, PlayStation Vita, Wii U, Xbox 360, Xbox One, macOS, iOS | Видеоигра по мотивам фильма The Lego Movie. |
| Infinite Crisis                               | 2015        | Windows | MOBA игра, основанная на одноименной серии комиксов. |
| Lego Dimensions                               | 2015        | PlayStation 3, PlayStation 4, Wii U, Xbox 360, Xbox One                                                      | Приключенческий боевик, объединяющий различные вселенные от Warner Bros. |
| Injustice 2                                   | 2017        | PlayStation 4, Xbox One, iOS, Android, Windows                                                               | Продолжение Injustice: Gods Among Us. |
| Arena of Valor                                | 2017        | iOS, Android                                                                                                 | Бэтмен включен в игру, в качестве игрового персонажа. |
| The Lego Movie 2 Videogame                    | 2019        | Windows, Nintendo Switch, PlayStation 4, Xbox One, macOS                                                     | Игра также как и первая часть основана на фильме. |

## Игры про Бэтмена на мобильные устройства
| Игра                            | Дата выхода | Платформа                   | Примечания |
| ------------------------------- | ----------- | --------------------------- | --- |
| Batman Begins                   | 2005        | Мобильные телефоны          | Эта игра, являющаяся спин-оффом одноименного фильма, представляет собой стелс/платформер, в котором Бэтмен сражается против Фальконе и его приспешников. |
| Lego Batman: The Mobile Game    | 2008        | Мобильный телефон, смартфон | Спин-офф игры Lego Batman: The Videogame для мобильных телефонов.                                                                                        |
| The Dark Knight                 | 2008        | Мобильный телефон           | Основана на одноимённом фильме |
| The Dark Knight: Batmobile Game | 2008        | iPhone                      | Опубликовано Warner Bros. |
| Superman/Batman: Heroes United  | 2009        | Мобильный телефон           | Эта игра представляет собой платформер, в котором игрок поочередно использует Супермена и Бэтмена для каждого уровня.                                    |
| Batman: Guardian of Gotham      | 2010        | Мобильный телефон           | Эта игра представляет собой шутер, в котором Бэтмен использует Бэтаранги против злодеев.                                                                 |
| Batman: Arkham City Lockdown    | 2011        | iOS, Android                | Это игра файтинг разработанная NetherRealm и изданная Warner Bros.                                                                                       |
| The Dark Knight Rises           | 2012        | iOS, Android, Windows Phone | Разработана и выпущена Gameloft. |
| Batman: Arkham Origins Mobile   | 2013        | iOS, Android                | Игра файтинг разработанная студией NetherRealm |
| Batman: The Telltale Series     | 2016        | Android, iOS                | Мобильная версия одноименной игры |
| The Lego Batman Movie Game      | 2017        | Android, iOS                | Игра включает в себя множество различных мини-игр |
| Batman: The Enemy Within        | 2017        | Android, iOS                | Мобильная версия одноименной игры |

## Серия Batman: Arkham
- Первая часть серии Batman: Arkham Asylum, рассказывающая о захвате Джокером психиатрической больницы Аркхем и спасении её супергероем Бэтменом.
- Вторая часть компьютерной игры Batman: Arkham City, события которой происходят на огороженной стенами территории Готэма, именуемой Аркхэм-сити, город-тюрьма для преступников всех видов.
- Приквел Arkham Asylum, первая часть, по внутренней хронологии, Batman: Arkham Origins, рассказывающая игроку о первых годах существования Бэтмена в Готэме.
- Третья часть компьютерной игры Batman: Arkham Knight. История происходит спустя 9 месяцев после событий Batman: Arkham City.